# Station Bodegraven
Station Bodegraven is het treinstation van Bodegraven, aan de lijn Leiden - Woerden.

## Geschiedenis
Het station is op 15 oktober 1878 geopend, toen ook de reizigersdienst op dit traject werd gestart. Rond 1893 begon het bijbehorende stationsgebouw ernstig te verzakken waardoor het gesloopt moest worden. Het tweede stationsgebouw kwam gereed in 1894. Maar ook het tweede gebouw was geen lang leven beschoren. Al in 1911 raakte het tweede stationsgebouw zwaar beschadigd na een korte, maar hevige brand. In 1914 kwam het huidige station gereed, inclusief kenmerkend torentje. Op de plaats waar vroeger de goederenloods van het station te vinden was, was een politiebureau verrezen. Inmiddels is het politiegebouw alweer gesloten en wordt het pand gebruikt als apotheek voor hoofdzakelijk inwoners uit Bodegraven-Zuid. Na sluiting van het stationsgebouw voor het publiek is sinds 2007 Het Kookstation in het station gevestigd. Hier worden onder andere kookworkshops gegeven.
Ook lag het station van 1882 tot 1917 aan de tramlijn Gouda - Bodegraven. De tramlijn was een paardentram.

## Bediening

### Trein
Het station wordt in de dienstregeling 2025 door de volgende treinseries bediend:
| Serie | Treinsoort    | Route | Bijzonderheden |
| ----- | ------------- | --- | --- |
| 6700  | Sprinter (NS) | Leiden Centraal – Alphen a/d Rijn – Bodegraven – Woerden – Utrecht Centraal – Geldermalsen – Tiel             | Rijdt alleen na 18:00 uur en van vrijdag t/m zondag. Rijdt non-stop tussen Woerden en Utrecht Centraal. |
| 8800  | Sprinter (NS) | Leiden Centraal – Alphen a/d Rijn – Bodegraven – Woerden – Utrecht Centraal – Geldermalsen – 's-Hertogenbosch | Rijdt alleen van maandag t/m donderdag tot 18:00 uur. Rijdt non-stop tussen Woerden en Utrecht Centraal.                                                                                                   |
| 8900  | Sprinter (NS) | (Leiden Centraal – Alphen a/d Rijn – Bodegraven – )Woerden – Utrecht Centraal                                 | Rijdt niet in het weekend en na 20.00 uur. Rijdt alleen van maandag t/m vrijdag in de spitsuren van/naar Leiden Centraal en vormt dan tussen Leiden Centraal en Woerden een kwartierdienst met serie 8800. |

### Bus
Het station vormt het begin- en eindpunt van de volgende buslijnen:
| Lijn | Route                                                                                                | Vervoerder | Soort      | Opmerkingen              |
| ---- | --- | ---------- | ---------- | ------------------------ |
| 178  | Bodegraven - Reeuwijk - Gouda Station                                                                | Qbuzz      | streekBuzz |                          |
| 722  | Bodegraven - Zwammerdam - Alphen aan den Rijn Station                                                | Qbuzz      | buurtBuzz  |                          |
| 724  | Bodegraven - Driebruggen - Waarder - Nieuwerbrug - Woerden Station - Zegveld - De Meije - Bodegraven | Qbuzz      | buurtBuzz  | Ringlijn in 2 richtingen |

## Toekomst
De planning is dat er voor eind 2026 4x per uur een trein gaat rijden tussen Utrecht en Leiden. Tevens wordt er dan een nieuw station gerealiseerd, Hazerswoude-Rijndijk. Hiervoor werd in januari 2023 een akkoord gesloten.

## Ontwikkeling aantal reizigers
Het aantal door NS vervoerde reizigers (per gemiddelde werkdag) ontwikkelde zich sedert 2019 als volgt:
| Jaar | Aantal reizigers |
| ---- | ---------------- |
| 2019 | 3.448            |
| 2020 | 1.650            |
| 2021 | 1.799            |
| 2022 | 2.603            |
| 2023 | 3.005            |
| 2024 | 2.950            |

## Afbeeldingen

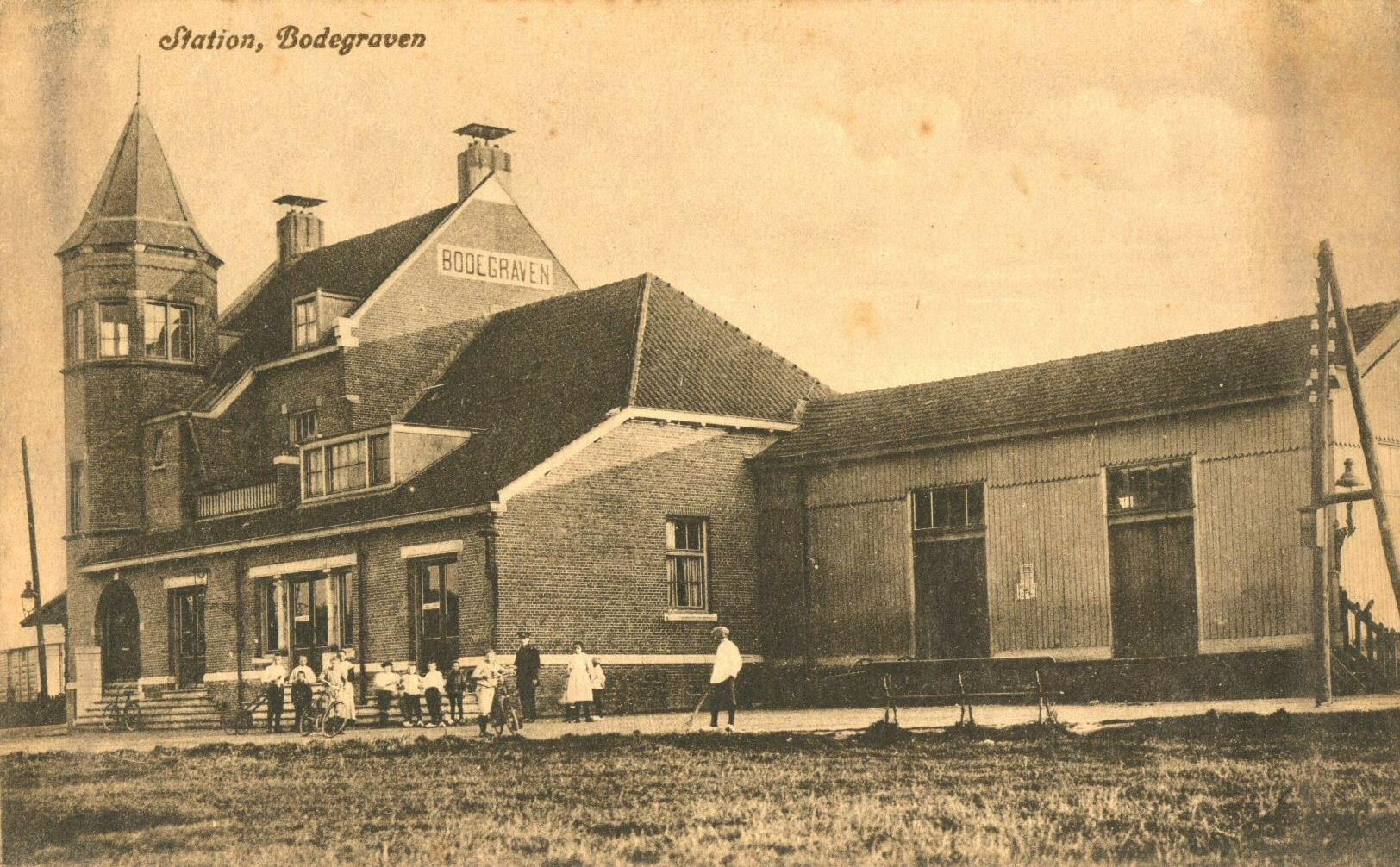
Station rond 1915-1920
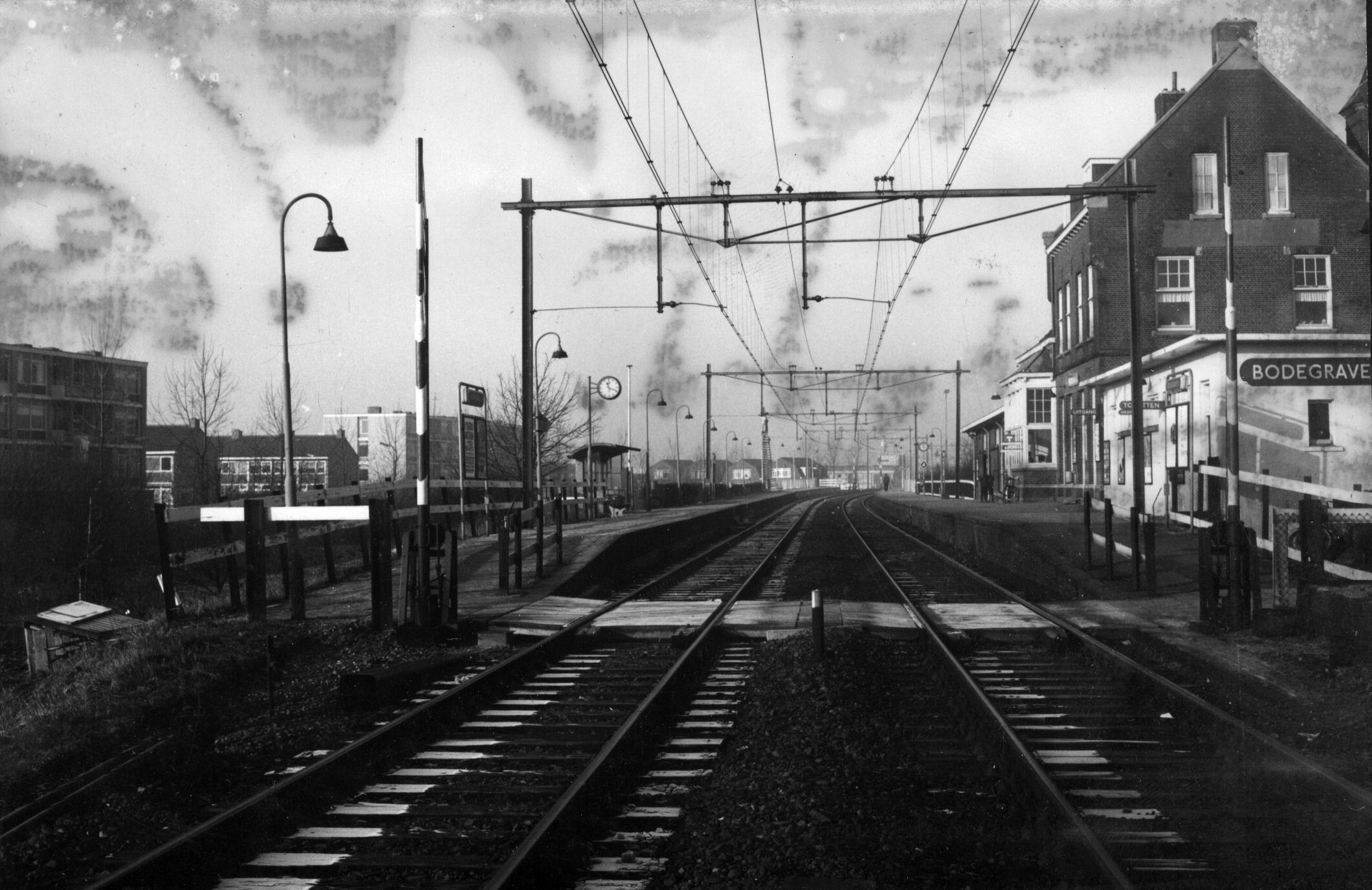
Perrons in 1967
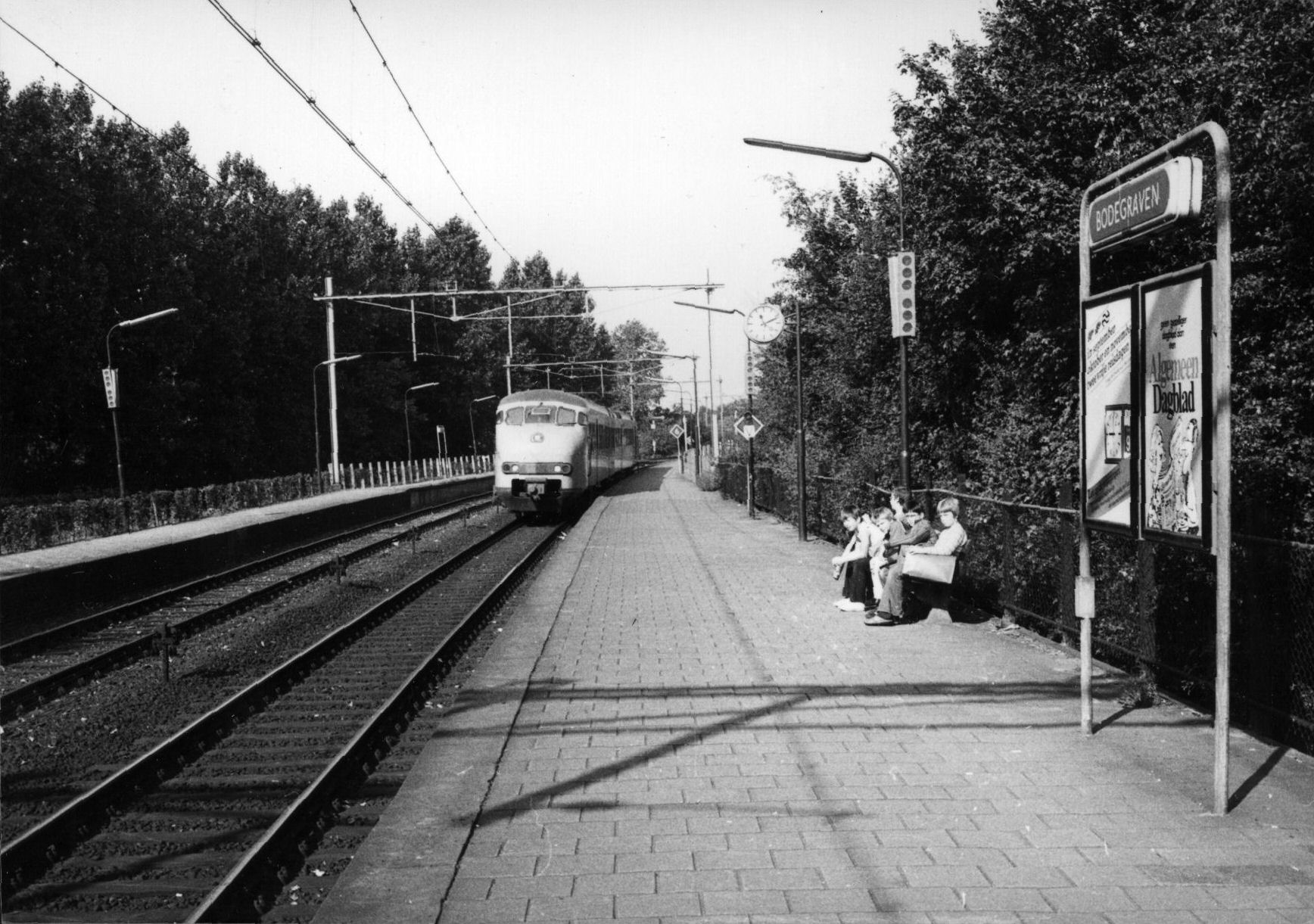
Plan V op het station aan het begin van de jaren '80
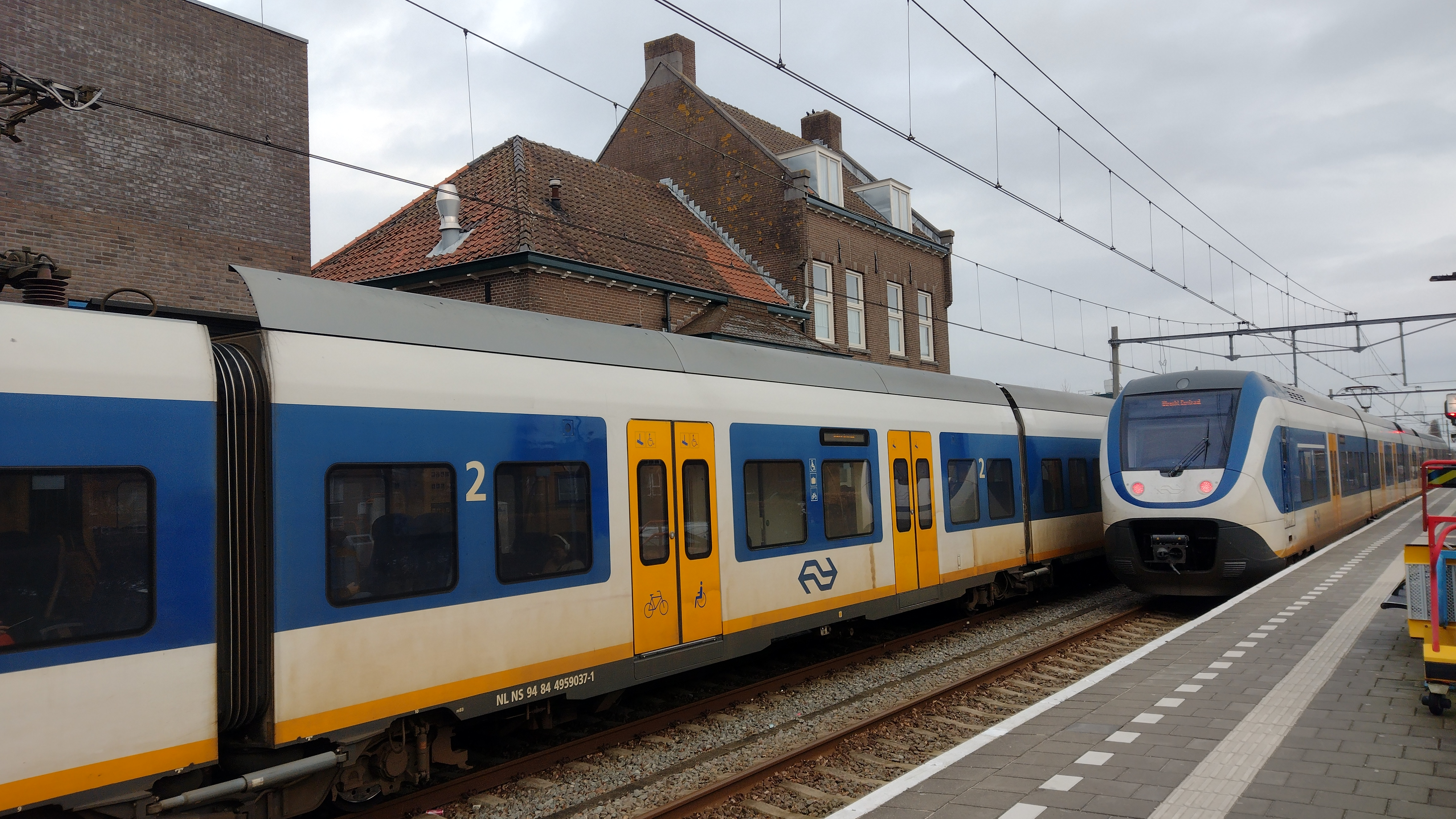
Twee SLT's  passeren elkaar op het station
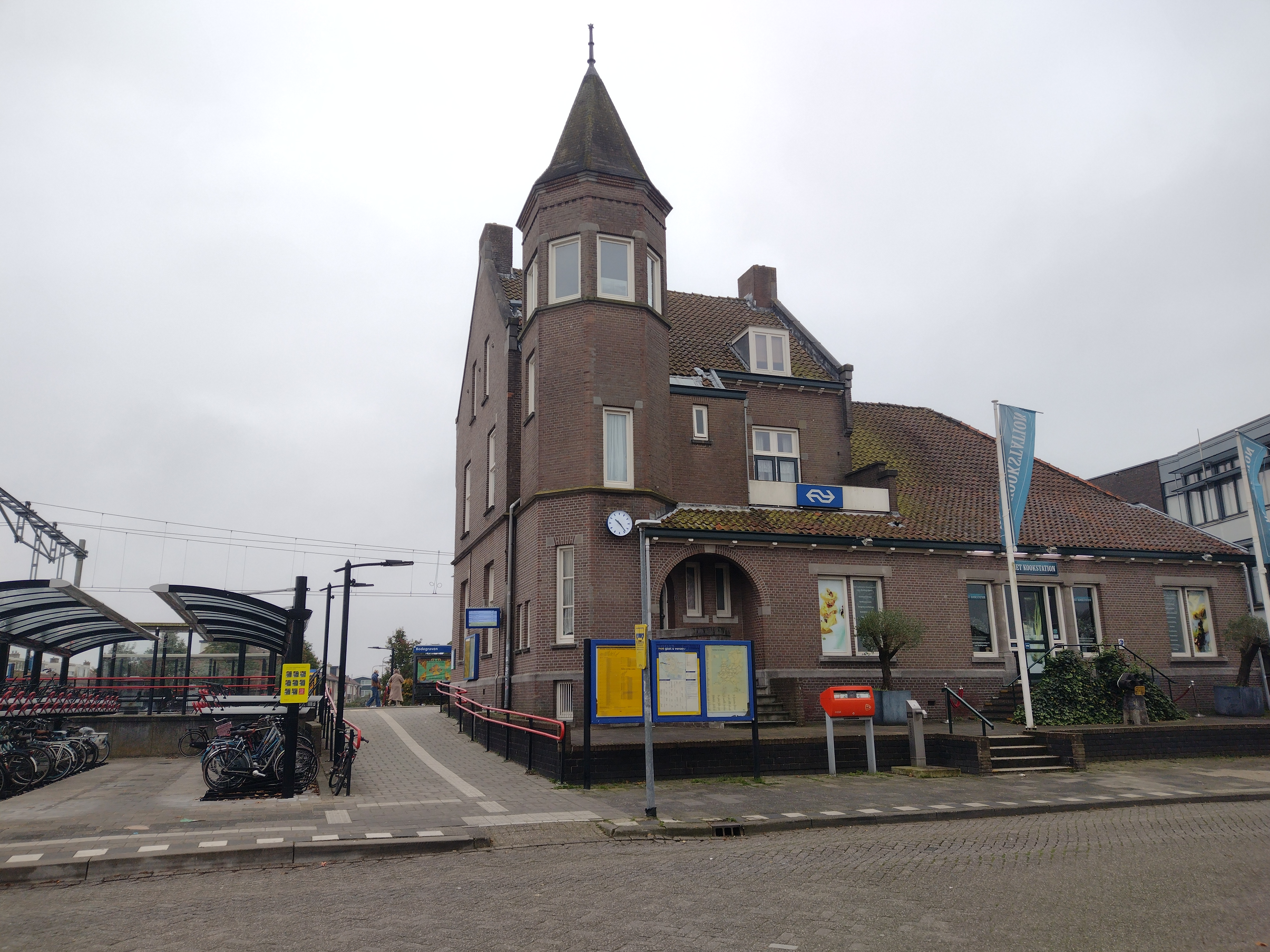
Vooraanzicht van station Bodegraven
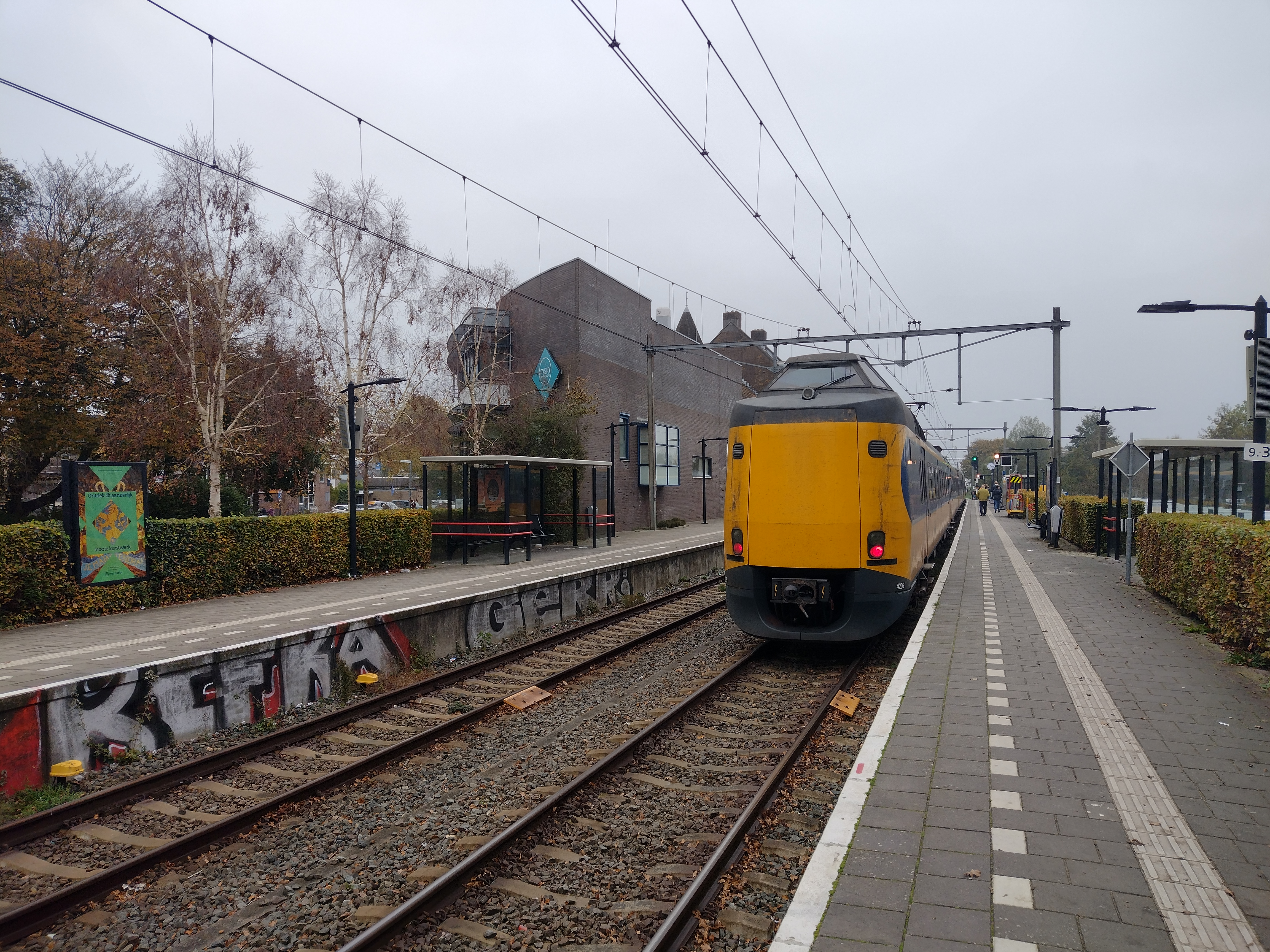
Afwijkende materieelinzet: ICMm als sprinter richting Utrecht

0,0: Woerden ·
3,7: Waarder ·
9,2: Bodegraven ·
12,4: Zwammerdam ·
17,4: Alphen a/d Rijn ·
22,4: Hazerswoude-Koudekerk ·
26,8: Zoeterwoude ·
30,0: Leiden Lammenschans ·
31,5: Leiden Witte Poort ·
32,5: Leiden Centraal
Alphen a/d Rijn ·
Arkel · 
Barendrecht · 
Bodegraven · 
Boskoop · 
-Snijdelwijk · 
Boven Hardinxveld · 
Capelle Schollevaar · 
De Vink · 
Delft · 
-Campus · 
Den Haag:
-Centraal · 
-HS ·
-Laan van NOI · 
-Mariahoeve · 
-Moerwijk · 
-Ypenburg · 
Dordrecht · 
-Stadspolders ·
-Zuid ·
Gorinchem · 
Gouda · 
-Goverwelle · 
Hardinxveld:
-Blauwe Zoom · 
-Giessendam · 
Hillegom · 
Lansingerland-Zoetermeer · 
Leiden:
-Centraal · 
-Lammenschans · 
Nieuwerkerk a/d IJssel · 
Rijswijk · 
Rotterdam:
-Alexander · 
-Blaak · 
-Centraal · 
-Lombardijen · 
-Noord · 
-Stadion · 
-Zuid · 
Sassenheim · 
Schiedam Centrum · 
Sliedrecht · 
-Baanhoek · 
Voorburg · 
Voorhout · 
Voorschoten ·
Waddinxveen · 
-Noord ·
-Triangel ·
Zoetermeer · 
-Oost · 
Zwijndrecht
Geplande stations:
Gorinchem Noord · Hazerswoude-Koudekerk · Schiedam Kethel
Voormalige stations: zie de lijst van voormalige spoorwegstations in Zuid-Holland